# Монтеакуто деле Алпи (Болоња)
Монтеакуто деле Алпи (итал. Monteacuto delle Alpi) је насеље у Италији у округу Болоња, региону Емилија-Ромања.
Према процени из 2011. у насељу је живело 29 становника. Насеље се налази на надморској висини од 916 м.